# Liste von Bergen und Erhebungen im Vereinigten Königreich
Dies ist eine Liste von Bergen sowie Gebirgs- und Höhenzügen im Vereinigten Königreich. Aufgelistet werden nur die Erhebungen der Britischen Inseln, die Britischen Überseegebiete sind nicht berücksichtigt. 

## Höchste Berge
| Rang                 | Gipfel                | Höhe                 |
| Schottland (weitere) | Schottland (weitere)  | Schottland (weitere) |
| -------------------- | --------------------- | -------------------- |
| 1.                   | Ben Nevis             | 1345 m               |
| 2.                   | Ben Macdui            | 1310 m               |
| 3.                   | Braeriach             | 1296 m               |
| 4.                   | Cairn Toul            | 1291 m               |
| 5.                   | Sgòr an Lochain Uaine | 1258 m               |
| 6.                   | Cairn Gorm            | 1244 m               |
| 7.                   | Aonach Beag           | 1234 m               |
| 8.                   | Aonach Mòr            | 1221 m               |
| 9.                   | Càrn Mòr Dearg        | 1220 m               |
| 10.                  | Ben Lawers            | 1214 m               |
| Wales                |                       |                      |
| 1.                   | Snowdon               | 1085 m               |
| 2.                   | Crib y Ddysgl         | 1065 m               |
| 3.                   | Carnedd Llewelyn      | 1064 m               |
| 4.                   | Carnedd Dafydd        | 1044 m               |
| 5.                   | Glyder Fawr           | 999 m                |
| 6.                   | Glyder Fach           | 994 m                |
| 7.                   | Pen yr Ole Wen        | 978 m                |
| 8.                   | Foel Grachr           | 976 m                |
| 9.                   | Yr Elen               | 962 m                |
| 10.                  | Y Garn                | 947 m                |
| England              |                       |                      |
| 1.                   | Scafell Pike          | 978 m                |
| 2.                   | Sca Fell              | 964 m                |
| 3.                   | Helvellyn             | 950 m                |
| 4.                   | Ill Crag              | 935 m                |
| 5.                   | Broad Crag            | 934 m                |
| 6.                   | Skiddaw               | 931 m                |
| 7.                   | Great End             | 910 m                |
| 8.                   | Bowfell               | 902 m                |
| 9.                   | Great Gable           | 899 m                |
| 10.                  | Cross Fell            | 893 m                |
| Nordirland           |                       |                      |
| 1.                   | Slieve Donard         | 852 m                |
| 2.                   | Slieve Commedagh      | 767 m                |
| 3.                   | Slieve Binnian        | 747 m                |
| 4.                   | Slieve Bearnagh       | 727 m                |
| 5.                   | Slieve Mael Beg       | 704 m                |
| 6.                   | Slieve Lamagan        | 704 m                |
| 7.                   | Slieve Mael Mor       | 682 m                |
| 8.                   | Sawel Mountain        | 678 m                |
| 9.                   | Slieve Muck           | 674 m                |
| 10.                  | Shan Slieve           | 671 m                |

## Gebirgs- und Hügelzüge

### Schottland
- Highlands
  - Northwest Highlands
  - Grampian Mountains
    - Cairngorms

- Cuillin Hills

### Wales
- Bannau Brycheiniog (Brecon Beacons)
- Cambrian Mountains
- Snowdonia

### England
- Chiltern Hills
- Cotswolds
- Lake District
- Lincolnshire Wolds
- Malvern Hills
- Mendip Hills
- North Downs
- Pennines
- South Downs
- Yorkshire Wolds
- Dartmoor

### Nordirland
- Mourne Mountains

## Kategorisierung von Bergen im Vereinigten Königreich
Im Vereinigten Königreich gibt es eine ganze Anzahl von kategorisierenden Namen für Berge, beispielsweise:
- Schottland
  - Munros: Höhe über 3000 Fuß (914,4 m) Siehe auch: Liste der Munros
  - Corbetts: Höhe zwischen 2500 Fuß und 3000 Fuß (762,0 m bis 914,4 m)
  - Donalds: Berge der Lowlands, Höhe über 2000 Fuß (609,6 m)
  - Grahams: Höhe zwischen 2000 Fuß und 2500 Fuß (609,6 m bis 762,0 m)

- außerhalb Schottlands
  - Furths: Berge außerhalb Schottlands, die die Kriterien für Munros erfüllen.
  - Nuttalls: Berge in England und Wales, Höhe über 2000 Fuß, relative Höhe über 49 Fuß (15 m)
  - Hewitts: Berge in England, Wales und Irland, Höhe über 2000 Fuß, relative Höhe über 98 Fuß
  - Wainwrights: Berge im Lake District Nationalpark, die in einem der von Alfred Wainwright verfassten Bildführer ein eigenes Kapitel besitzen.

- Marilyns: Berge auf den britischen Inseln mit einer relativen Höhe von über 150 m (492 ft)
- Hardys: höchste Punkte von Berggruppen, Inseln mit über 4000 Acres sowie von Verwaltungsbezirken höchster Ebene.